# Міст Арсенале
Міст Арсенале (італ. Ponti di Arsenale) — міст у Венеції.
Є самим стародавній мостом у Венеції. До наших днів залишився дерев'яним. Дві зубчаті башти, які стоять по обох берегах однойменного каналу Rio dell Arsenale і з'єднані мостом, були побудовані в XVI або XVII столітті.